# Wery (województwo kujawsko-pomorskie)
Wery – wieś w Polsce położona w województwie kujawsko-pomorskim, w powiecie świeckim, w gminie Drzycim.
W latach 1975–1998 miejscowość należała województwa bydgoskiego.
W tej miejscowości znajduje dwór z 1910 roku i park z 2. połowy XIX w. Wieś jak i jej okolice obfitują w pomniki przyrody. 
| Nr | Nazwa                             | Sztuk | Obwód            | Lokalizacja                    |
| 1. | Dąb szypułkowy                    | 3     | 272, 276, 308 cm | park dworski                   |
| 2. | Buk zwyczajny                     | 1     | 317 cm           | park dworski                   |
| 3. | Buk zwyczajny odmiany czerwonej   | 1     | 410 cm           | park dworski                   |
| 4. | Głaz narzutowy "Głaz Napoleoński" | 1     | 400 cm           | leśnictwo Wydry oddział nr 256 |

Przydrożna aleja dębowo-lipowa przy drodze Drzycim-Wery powołana w 1992 roku składała się z 545 drzew:
| Nr | Nazwa             | Sztuk | Obwody     |
| 1. | Dąb szypułkowy    | 279   | 102-305 cm |
| 2. | Lipa drobnolistna | 264   | 96-360 cm  |
| 3. | Klon pospolity    | 1     | 130 cm     |
| 4. | Jesion wyniosły   | 1     | 105 cm     |